# Nobutaka Suzuki
Nobutaka Suzuki (født 12. september 1983) er en tidligere japansk fodboldspiller.
Han har spillet for flere forskellige klubber i sin karriere, herunder Shonan Bellmare og Gainare Tottori.